# Sportler des Jahres (Belgien)
Die belgischen Sportler des Jahres werden jährlich seit 1967 von belgischen Sportjournalisten gewählt. Seit 1975 wird auch die Sportlerin, seit 1997 die Mannschaft des Jahres gewählt.
Am häufigsten wurden die Judoka Ingrid Berghmans (achtmal zwischen 1980 und 1989) und die Tennisspielerin Kim Clijsters (siebenmal zwischen 1999 und 2010) gewählt.
| Jahr | Sportler                                                        | Sportlerin                         | Mannschaft                                          |
| ---- | --------------------------------------------------------------- | ---------------------------------- | --------------------------------------------------- |
| 2023 | Remco Evenepoel (Radsport)                                      | Lotte Kopecky (Radsport)           | Basketballnationalmannschaft der Damen (Basketball) |
| 2022 | Remco Evenepoel (Radsport)                                      | Nafissatou Thiam (Leichtathletik)  | 4 × 400-m-Staffel Männer (Leichtathletik)           |
| 2021 | Wout van Aert (Radsport)                                        | Nina Derwael (Turnen)              | Hockeynationalmannschaft der Herren (Feldhockey)    |
| 2020 | Wout van Aert (Radsport)                                        | Emma Meesseman (Basketball)        | Basketballnationalmannschaft der Damen (Basketball) |
| 2019 | Remco Evenepoel (Radsport)                                      | Nina Derwael (Turnen)              | Hockeynationalmannschaft der Herren (Feldhockey)    |
| 2018 | Eden Hazard (Fußball)                                           | Nina Derwael (Turnen)              | Hockeynationalmannschaft der Herren (Feldhockey)    |
| 2017 | David Goffin (Tennis)                                           | Nafissatou Thiam (Leichtathletik)  | Davis-Cup-Mannschaft (Tennis)                       |
| 2016 | Greg Van Avermaet (Radsport)                                    | Nafissatou Thiam (Leichtathletik)  | Hockeynationalmannschaft der Herren (Feldhockey)    |
| 2015 | Kevin De Bruyne (Fußball)                                       | Delfine Persoon (Boxen)            | Davis-Cup-Mannschaft (Tennis)                       |
| 2014 | Thibaut Courtois (Fußball)                                      | Nafissatou Thiam (Leichtathletik)  | Fußballnationalmannschaft der Herren (Fußball)      |
| 2013 | Frederik Van Lierde (Triathlon)                                 | Kirsten Flipkens (Tennis)          | Fußballnationalmannschaft der Herren (Fußball)      |
| 2012 | Tom Boonen (Radsport)                                           | Evi Van Acker (Segeln)             | Hockeynationalmannschaft der Herren (Feldhockey)    |
| 2011 | Philippe Gilbert (Radsport)                                     | Kim Clijsters (Tennis)             | 4 × 400-m-Staffel Männer (Leichtathletik)           |
| 2010 | Philippe Gilbert (Radsport)                                     | Kim Clijsters (Tennis)             | 4 × 400-m-Staffel Männer (Leichtathletik)           |
| 2009 | Philippe Gilbert (Radsport)                                     | Kim Clijsters (Tennis)             | 4 × 400-m-Staffel Männer (Leichtathletik)           |
| 2008 | Sven Nys (Radsport)                                             | Tia Hellebaut (Leichtathletik)     | 4 × 100-m-Staffel Frauen (Leichtathletik)           |
| 2007 | Tom Boonen (Radsport)                                           | Justine Henin (Tennis)             | 4 × 100-m-Staffel Frauen (Leichtathletik)           |
| 2006 | Stefan Everts (Motocross)                                       | Justine Henin (Tennis)             | Fed-Cup-Mannschaft (Tennis)                         |
| 2005 | Tom Boonen (Radsport)                                           | Kim Clijsters (Tennis)             | Junioren-Nationalmannschaft (Fußball)               |
| 2004 | Stefan Everts (Motocross)                                       | Justine Henin (Tennis)             | 4 × 100-m-Staffel Frauen (Leichtathletik)           |
| 2003 | Stefan Everts (Motocross)                                       | Justine Henin (Tennis)             | Nationalmannschaft Motocross                        |
| 2002 | Stefan Everts (Motocross)                                       | Kim Clijsters (Tennis)             | La Villette Charleroi (Tischtennis)                 |
| 2001 | Stefan Everts (Motocross)                                       | Kim Clijsters (Tennis)             | Fed-Cup-Mannschaft (Tennis)                         |
| 2000 | Joël Smets (Motocross)                                          | Kim Clijsters (Tennis)             | RSC Anderlecht (Fußball)                            |
| 1999 | Luc Van Lierde (Triathlon)                                      | Kim Clijsters (Tennis)             | Nationalmannschaft Tennis                           |
| 1998 | Frederik Deburghgraeve (Schwimmen)                              | Dominique Monami (Tennis)          | Nationalmannschaft Motocross                        |
| 1997 | Luc Van Lierde (Triathlon)                                      | Gella Vandecaveye (Judo)           | Maaseik (Volleyball)                                |
| 1996 | Frederik Deburghgraeve (Schwimmen)                              | Ulla Werbrouck (Judo)              |                                                     |
| 1995 | Frederik Deburghgraeve (Schwimmen)                              | Brigitte Becue (Schwimmen)         |                                                     |
| 1994 | Jean-Michel Saive (Tischtennis)                                 | Brigitte Becue (Schwimmen)         |                                                     |
| 1993 | Vincent Rousseau (Leichtathletik)                               | Gella Vandecaveye (Judo)           |                                                     |
| 1992 | Georges Jobé (Motocross)                                        | Annelies Bredael (Rudern)          |                                                     |
| 1991 | Jean-Michel Saive (Tischtennis)                                 | Sabine Appelmans (Tennis)          |                                                     |
| 1990 | Rudy Dhaenens (Radsport)                                        | Sabine Appelmans (Tennis)          |                                                     |
| 1989 | Thierry Boutsen (Motorsport)                                    | Ingrid Berghmans (Judo)            |                                                     |
| 1988 | Eric Geboers (Motocross)                                        | Ingrid Berghmans (Judo)            |                                                     |
| 1987 | Georges Jobé (Motocross)                                        | Ingrid Lempereur (Schwimmen)       |                                                     |
| 1986 | William Van Dijck (Leichtathletik)                              | Ingrid Berghmans (Judo)            |                                                     |
| 1985 | Gaston Rahier (Motocross) und Vincent Rousseau (Leichtathletik) | Ingrid Berghmans (Judo)            |                                                     |
| 1984 | Claude Criquielion (Radsport)                                   | Ingrid Berghmans (Judo)            |                                                     |
| 1983 | Eddy Annys (Leichtathletik)                                     | Ingrid Berghmans (Judo)            |                                                     |
| 1982 | Jacky Ickx (Motorsport)                                         | Ingrid Berghmans (Judo)            |                                                     |
| 1981 | Freddy Maertens (Radsport)                                      | Annie Lambrechts (Rollschnelllauf) |                                                     |
| 1980 | Robert Van de Walle (Judo)                                      | Ingrid Berghmans (Judo)            |                                                     |
| 1979 | Robert Van de Walle (Judo)                                      | Carine Verbauwen (Schwimmen)       |                                                     |
| 1978 | Raymond Ceulemans (Billard)                                     | Carine Verbauwen (Schwimmen)       |                                                     |
| 1977 | Michel Pollentier (Radsport)                                    | Anne-Marie Pira (Leichtathletik)   |                                                     |
| 1976 | Ivo Van Damme (Leichtathletik)                                  | Anne-Marie Pira (Leichtathletik)   |                                                     |
| 1975 | Bruno Brokken (Leichtathletik)                                  | Carine Verbauwen (Schwimmen)       |                                                     |
| 1974 | Eddy Merckx (Radsport)                                          |                                    |                                                     |
| 1973 | Eddy Merckx (Radsport)                                          |                                    |                                                     |
| 1972 | Eddy Merckx (Radsport)                                          |                                    |                                                     |
| 1971 | Eddy Merckx (Radsport)                                          |                                    |                                                     |
| 1970 | Eddy Merckx (Radsport)                                          |                                    |                                                     |
| 1969 | Eddy Merckx (Radsport)                                          |                                    |                                                     |
| 1968 | Serge Reding (Gewichtheben)                                     |                                    |                                                     |
| 1967 | Ferdinand Bracke (Radsport)                                     |                                    |                                                     |